# Округ Раш (Канзас)
Округ Раш (енгл. Rush County) је округ у америчкој савезној држави Канзас. По попису из 2010. године број становника је 3.307. Седиште округа је град Лакрос.

## Демографија
Према попису становништва из 2010. у округу је живело 3.307 становника, што је 244 (6,9%) становника мање него 2000. године.
| Група             | 2000.         | 2010.         |
| Белци             | 3.471 (97,7%) | 3.165 (95,7%) |
| Афроамериканци    | 11 (0,3%)     | 8 (0,2%)      |
| Азијати           | 4 (0,1%)      | 8 (0,2%)      |
| Хиспаноамериканци | 37 (1,0%)     | 84 (2,5%)     |
| Укупно            | 3.551         | 3.307         |